# Megalopolis (aglomerare urbană)

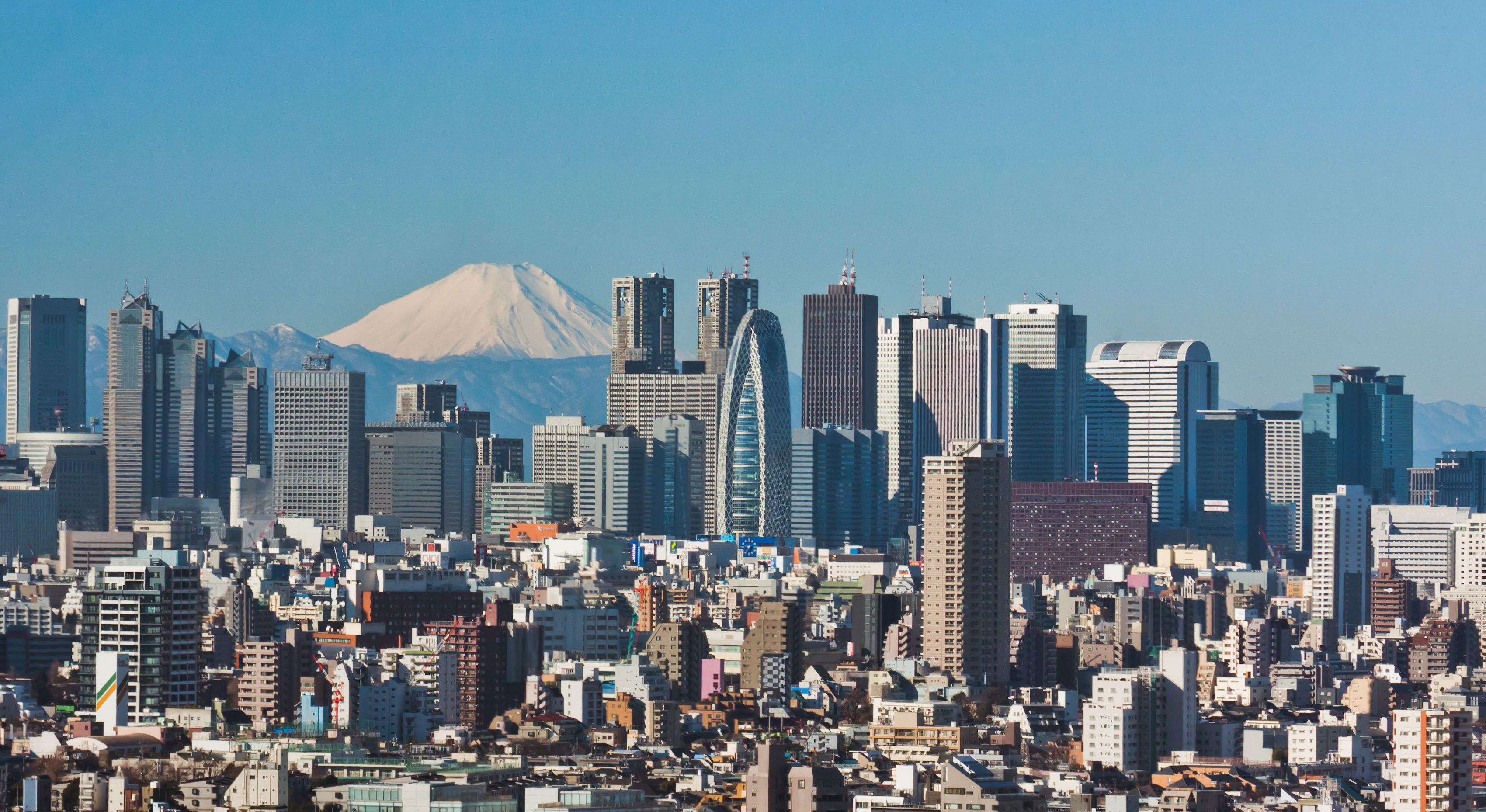
Megalopolis

Un megalopolis (din grecescul μεγα+πολις, oraș mare) este o aglomerare urbană întinsă, alcătuită din mai multe orașe, cu continuitate. 
Termenul „megalopolis” a fost folosit prima dată de către J. Gottmann, în anii '60 ai secolului XX, pentru a denumi aria metropolitană din nord-estul SUA supranumită BosWash (Boston-New York-Philadelphia-Washington). Această aglomerare urbană se întinde de la Boston peste New York, Philadelphia, Baltimore și până la Washington D.C. de-a lungul țărmului Oceanului Atlantic, în nord-estul SUA. Zona are o lungime de peste 750 de km. În acest megalopolis locuiesc circa 50 de milioane de oameni (20% din populația Statelor Unite) pe o suprafață de 140.000 km² (3% din totalul țării). Regiunea include de asemenea o aglomerare industrială și comercială. Orașele din megalopolis sunt legate la un sistem de infrastructură gigantic. 
Orașele mari din SUA s-au întins cu periferiile lor tot mai mult în regiunile rurale înconjurătoare. Și de-a lungul șoselelor principale s-au format din ce în ce mai multe orășele lungi. Cu timpul, aceste orășele au ajuns să se atingă între ele, ca de exemplu pe ruta San Francisco - San Diego.